# Pacific Coast League
Pacific Coast League (PCL) o Liga de la Costa del Pacífico es una de las Ligas Menores de Béisbol (MiLB) que operan en Estados Unidos en el oeste, medioeste y sureste de ese país. Junto a la International League y la Liga Mexicana de Béisbol forman las ligas de nivel Tiple A, solo por debajo de las Grandes Ligas de Béisbol (MLB).
La Liga fue fundada en 1903 con franquicias donde no llegaba la MLB al oeste de San Luis, Misuri. Se inició con seis equipos en Los Ángeles (Angels), Oakland (Oaks), Portland (Beavers), Sacramento (Senators), San Francisco (Seals) y en Seattle (Indians). 
Durante la primera mitad del siglo XX la Liga de la Costa del Pacífico se desarrolló como uno de los mejores campeonatos del área, ello debido a que para entonces la International League y la desaparecida American Association generalmente compartían la misma área geográfica con los equipos de Grandes Ligas, mientras que para la Liga de la Costa del Pacífico el escenario era distinto, ya que no competían equipos de las mayores en el oeste. Algunos de los jugadores más notables de esa época y que luego pasaron a Grandes Ligas fueron Joe DiMaggio, Ted Williams, Tony Lazzeri, Paul Waner, Earl Averill, Bobby Doerr, y Ernie Lombardi.
Los equipos llegaron a jugar alrededor de 200 juegos en una temporada, siendo la temporada de 1905 la que alcanzó el récord de 230 partidos con los San Francisco Seals. Aunque luego desde 1958 el promedio de juegos ha estado entre los 170 y 180 por temporada.
La mayor difusión por televisión de las Grandes Ligas disminuyó el interés pior la PCL. En 1958 los Dodgers se mudaron a Los Ángeles y los Giants a San Francisco, por lo que los equipos de la PCL de dichas ciudades debieron trasladarse Triple-A, y la PCL cambió de clasificación a AAA.
En 1997, la Liga de la Costa del Pacífico absorbió la American Association que operaba en el medioeste.

## Equipos actuales
| División | Equipo                   | Afiliación en MLB    | Ciudad                      | Estadio                                        | Capacidad |
| -------- | ------------------------ | -------------------- | --------------------------- | ---------------------------------------------- | --------- |
| Este     | Oklahoma City Dodgers    | Los Angeles Dodgers  | Oklahoma City, Oklahoma     | Chickasaw Bricktown Ballpark                   | 9,000     |
| Este     | Round Rock Express       | Texas Rangers        | Round Rock, Texas           | Dell Diamond                                   | 11,631    |
| Este     | Sugar Land Space Cowboys | Houston Astros       | Sugar Land, Texas           | Constellation Field                            | 7,500     |
| Este     | Albuquerque Isotopes     | Colorado Rockies     | Albuquerque, Nuevo México   | Rio Grande Credit Union Field at Isotopes Park | 13,500    |
| Este     | El Paso Chihuahuas       | San Diego Padres     | El Paso, Texas              | Southwest University Park                      | 9,500     |
| Oeste    | Reno Aces                | Arizona Diamondbacks | Reno, Nevada                | Greater Nevada Field                           | 9,013     |
| Oeste    | Sacramento River Cats    | San Francisco Giants | West Sacramento, California | Sutter Health Park                             | 14,014    |
| Oeste    | Tacoma Rainiers          | Seattle Mariners     | Tacoma, Washington          | Cheney Stadium                                 | 6,500     |
| Oeste    | Las Vegas Aviators       | Oakland Athletics    | Summerlin South, Nevada     | Las Vegas Ballpark                             | 10,000    |
| Oeste    | Salt Lake Bees           | Los Angeles Angels   | Salt Lake City, Utah        | Smith's Ballpark                               | 14,511    |

## Historial
| - 1903 Los Ángeles Angels - 1904 Tacoma Tigers - 1905 Los Ángeles Angels - 1906 Portland Beavers - 1907 Los Ángeles Angels - 1908 Los Ángeles Angels - 1909 San Francisco Seals - 1910 Portland Beavers - 1911 Portland Beavers - 1912 Oakland Oaks - 1913 Portland Beavers - 1914 Portland Beavers - 1915 San Francisco Seals - 1916 Los Ángeles Angels - 1917 San Francisco Seals - 1918 Los Ángeles Angels - 1919 Vernon Tigers - 1920 Vernon Tigers - 1921 Los Ángeles Angels - 1922 San Francisco Seals - 1923 San Francisco Seals - 1924 Seattle Indians - 1925 San Francisco Seals - 1926 Los Ángeles Angels - 1927 Oakland Oaks - 1928 San Francisco Seals - 1929 Hollywood Stars - 1930 Hollywood Stars - 1931 San Francisco Seals - 1932 Portland Beavers - 1933 Los Ángeles Angels - 1934 Los Ángeles Angels - 1935 San Francisco Seals - 1936 Portland Beavers - 1937 San Diego Padres - 1938 Sacramento Solons |  | - 1939 Sacramento Solons - 1940 Seattle Rainiers - 1941 Seattle Rainiers - 1942 Seattle Rainiers - 1943 San Francisco Seals - 1944 San Francisco Seals - 1945 San Francisco Seals - 1946 San Francisco Seals - 1947 Los Ángeles Angels - 1948 Oakland Oaks - 1949 Hollywood Stars - 1950 Oakland Oaks - 1951 Seattle Rainiers - 1952 Hollywood Stars - 1953 Hollywood Stars - 1954 San Diego Padres - 1955 Seattle Rainiers - 1956 Los Ángeles Angels - 1957 San Francisco Seals - 1958 Phoenix Firebirds - 1959 Salt Lake Bees - 1960 Spokane Indians - 1961 Tacoma Rainiers - 1962 San Diego Padres - 1963 Oklahoma City 89ers - 1964 San Diego Padres - 1965 Oklahoma City 89ers - 1966 Seattle Angels - 1967 San Diego Padres - 1968 Tulsa Oilers - 1969 Tacoma Cubs - 1970 Spokane Indians - 1971 Salt Lake Bees - 1972 Albuquerque Dukes - 1973 Spokane Indians - 1974 Spokane Indians |  | - 1975 Hawaii Islanders - 1976 Hawaii Islanders - 1977 Phoenix Firebirds - 1978 Albuquerque Dukes - 1979 Salt Lake Bees - 1980 Albuquerque Dukes - 1981 Albuquerque Dukes - 1982 Albuquerque Dukes - 1983 Portland Beavers - 1984 Edmonton Trappers - 1985 Vancouver Canadians - 1986 Las Vegas Stars - 1987 Albuquerque Dukes - 1988 Las Vegas Stars - 1989 Vancouver Canadians - 1990 Albuquerque Dukes - 1991 Tucson Toros - 1992 Colorado Springs Sky Sox - 1993 Tucson Toros - 1994 Albuquerque Dukes - 1995 Colorado Springs Sky Sox - 1996 Edmonton Trappers - 1997 Edmonton Trappers - 1998 New Orleans Zephyrs - 1999 Vancouver Canadians - 2000 Memphis Redbirds - 2001 Tacoma Rainiers - 2002 Edmonton Trappers - 2003 Sacramento River Cats - 2004 Sacramento River Cats - 2005 Nashville Sounds - 2006 Tucson Sidewinders - 2007 Sacramento River Cats - 2008 Sacramento River Cats - 2009 Memphis Redbirds - 2010 Tacoma Rainiers - 2011 Omaha Storm Chasers - 2012 Reno Aces - 2013 Omaha Storm Chasers - 2014 Omaha Storm Chasers - 2015 Fresno Grizzlies - 2016 El Paso Chihuahuas - 2017 Memphis Redbirds - 2018 Memphis Redbirds - 2019 Sacramento River Cats - 2020 Cancelado - 2021 Tacoma Rainiers |

## Presidentes de la Liga
- 1903-1906 Eugene F. Bert
- 1907-1909 J. Cal Ewing
- 1910-1911 Judge Thomas F. Graham
- 1912-1919 Allan T. Baum
- 1920-1923 William H. McCarthy
- 1924-1931 Harry A. Williams
- 1932-1935 Hyland H. Baggerly
- 1936-1943 William C. Tuttle
- 1944-1954 Clarence H. Rowland
- 1955-1955 Claire V. Goodwin
- 1956-1959 Leslie M. O’ Connor
- 1960-1968 Dewey Soriano
- 1968-1973 William B. McKechnie, Jr.
- 1974-1978 Roy Jackson
- 1979-1997 William S. Cutler
- 1998-presente Branch Rickey III